# Wuyi (Hengshui)
Der Kreis Wuyi (武邑县,  Wǔyì Xiàn) ist ein Kreis der bezirksfreien Stadt Hengshui in der chinesischen Provinz Hebei. Er hat eine Fläche von 828,4 km² und zählt 315.693 Einwohner (Stand: Zensus 2010). Sein Hauptort ist die Großgemeinde Wuyi (武邑镇).

## Administrative Gliederung
Auf Gemeindeebene setzt sich der Kreis aus sechs Großgemeinden und drei Gemeinden zusammen. 